# Віковий дуб (Львів)
Вікови́й дуб — ботанічна пам'ятка природи місцевого значення в Україні. Об'єкт природно-заповідного фонду Львова.
Розташована в межах міста Львів, на вулиці Енергетичній, 19.
Статус присвоєно згідно з рішенням Львівської обласної ради від 30.09.2021 року. Перебуває у віданні: Сихівська районна адміністрація.
Статус присвоєно для збереження одного екземпляра вікового дуба звичайного. Обхват стовбура 5,1 м, висота бл. 30 м.